# Herreros y alquimistas
Herreros y alquimistas (original en francés Forgerons et alchimistes) es una obra escrita en 1956 por el filósofo, historiador de las religiones y novelista rumano Mircea Eliade. Rastrea los ritos y símbolos históricos vinculados a mineros, herreros y otros trabajadores del metal.

## Contenido
El conjunto de mitos, ritos y símbolos asociados a los oficios de minero, metalúrgico y forjador ilustra los cambios de la actitud mágico-religiosa de los hombres del mundo preindustrial con respecto a la materia desde el preciso momento en que descubren su poder para cambiar el modo de ser de las sustancias minerales.
Mircea Eliade señala que ese doble carácter experimental y místico está igualmente presente en la alquimia, ciencia sagrada que estudia la pasión, matrimonio y muerte de las sustancias destinadas a la transmutación de la materia (la piedra filosofal) y de la vida humana (el elixir de la vida).

## Recepción
Kirkus Reviews escribió en 1962: "Este libro, traducido del francés, está bien documentado. Cualquier estudioso serio del ser humano será bien recompensado por el esfuerzo realizado y exigido en esta sólida exposición de un tema inusual".

## Edición en castellano
- Mircea Eliade (2016). Herreros y alquimistas. Traducción Manuel Pérez Ledesma. Madrid: Alianza Editorial. ISBN 978-84-9104-274-7.